# Ficus pachysycia
Ficus pachysycia là một loài thực vật có hoa trong họ Moraceae. Loài này được Diels ex Corner mô tả khoa học đầu tiên năm 1960.